# Lux Aurumque

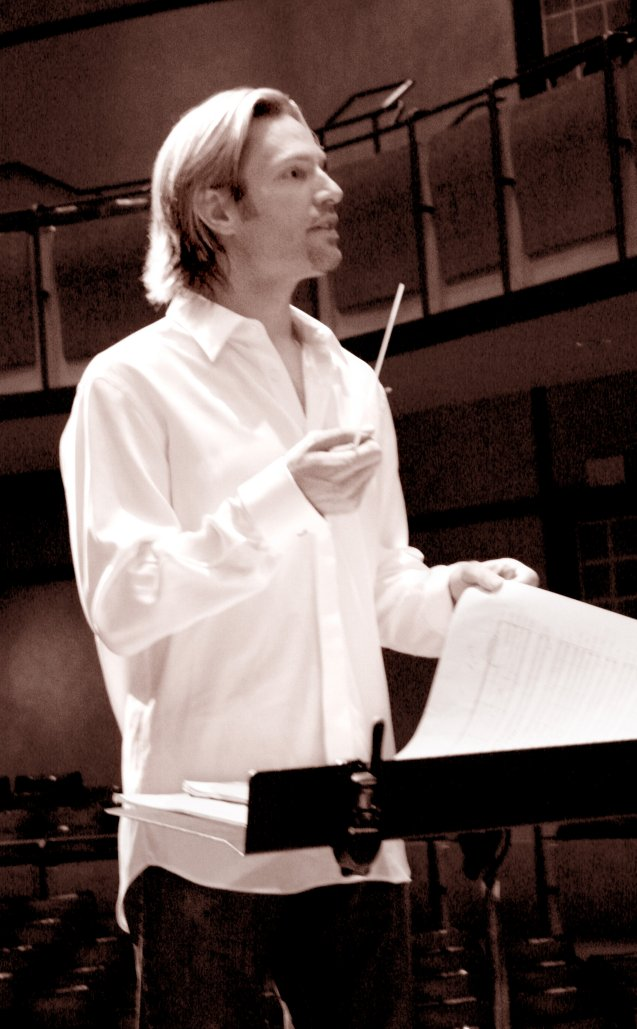
Eric Whitacre dirigiert, 2007

Lux Aurumque (Licht und Gold) ist eine Komposition in einem Satz von Eric Whitacre. Er schrieb das Werk 2000 auf ein lateinisches Gedicht für gemischten Chor a cappella. 2005 bearbeitete er es zu einer Komposition für Blasorchester. Es gibt auch eine Fassung für Männerchor. Die Fassung für gemischten Chor wurde bekannt durch Whitacres Projekt Virtual Choir.

## Geschichte und Worte
Whitacre vertonte ein eigenes kurzes Gedicht in englischer Sprache, „Light and Gold“, das mit dem Wort „Light“ beginnt und den Gesang von Engeln für das Neugeborene anspricht („… angels sing softly to the new-born baby“, „… Engel singen sanft für das neugeborene Baby“). Charles Anthony Silvestri schrieb auf Whitacres Wunsch eine Übersetzung in Latein. Whitacre wählte als Dichter das Pseudonym Edward Esch, abgeleitet von seinem Sohn Esh Edward Whitacre. Das Werk wurde 2000 komponiert im Auftrag des Chores Master Chorale of Tampa Bay und Dr. Jo-Michael Scheibe gewidmet. Es wurde 2001 von Walton Music veröffentlicht. 2005 schrieb Whitacre eine Fassung für Bläser, die erstmals bei der jährlichen Konferenz der Texas Music Educators Association aufgeführt wurde und Gary Green gewidmet ist. Er bearbeitete es auch für Männerchor.
Die Version für gemischten Chor wurde Teil von Whitacres Projekt Virtual Choir. Das Video als Zusammenstellung von Aufnahmen von 185 Choristen aus zwölf Ländern wurde 2010 in YouTube eingestellt und seitdem mehr als 6 Millionen Mal angeklickt.
2014 erschien unter dem Titel Lux Nova – Lux Aurumque reimagined eine erweiterte Version. Dabei wurde ab Takt 21 das Thema von Bliss (Fly to Paradise) eingefügt.

## Musik
Die Komposition in 48 Takten, in cis-Moll, ist überschrieben „Adagio, Molto Legato“. Sie ist für SATB gesetzt, alle Stimmlagen sind meist zweifach geteilt, ein Solo-Sopran ist in Takt 5 bis 7 gefordert, der Sopran ist von Takt 34 bis zum Schluss dreigeteilt. Anders als andere Werke des Komponisten ist das Stück für Gottesdienste geeignet, besonders zu Weihnachten. Whitacres Musik wurde beschrieben als „softly spoken, deeply harmonic and tuneful, but making use of unusual rhythms and sound balancing to create highly textured music“ (leise, sehr harmonisch und melodisch, mit ungewöhnlichen Rhythmen und Klangkombinationen in feinem Klanggewebe).
Für die Schlusstakte zum Wort natum („neugeboren“), die sich nach Cis-Dur wenden, zitiert Whitacre den Schluss aus der Passio von Arvo Pärt; die ersten beiden Akkorde zu den Worten Qui passus es hat Whitacre identisch übernommen und schafft damit einen direkten Bezug zwischen Geburt und Tod resp. Wiedergeburt.